# 大日本青年黨

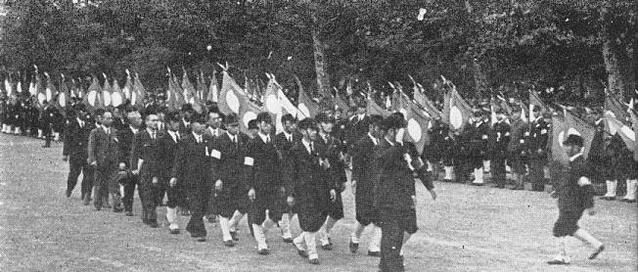
Rally of Great Japan Youth Party in 1940

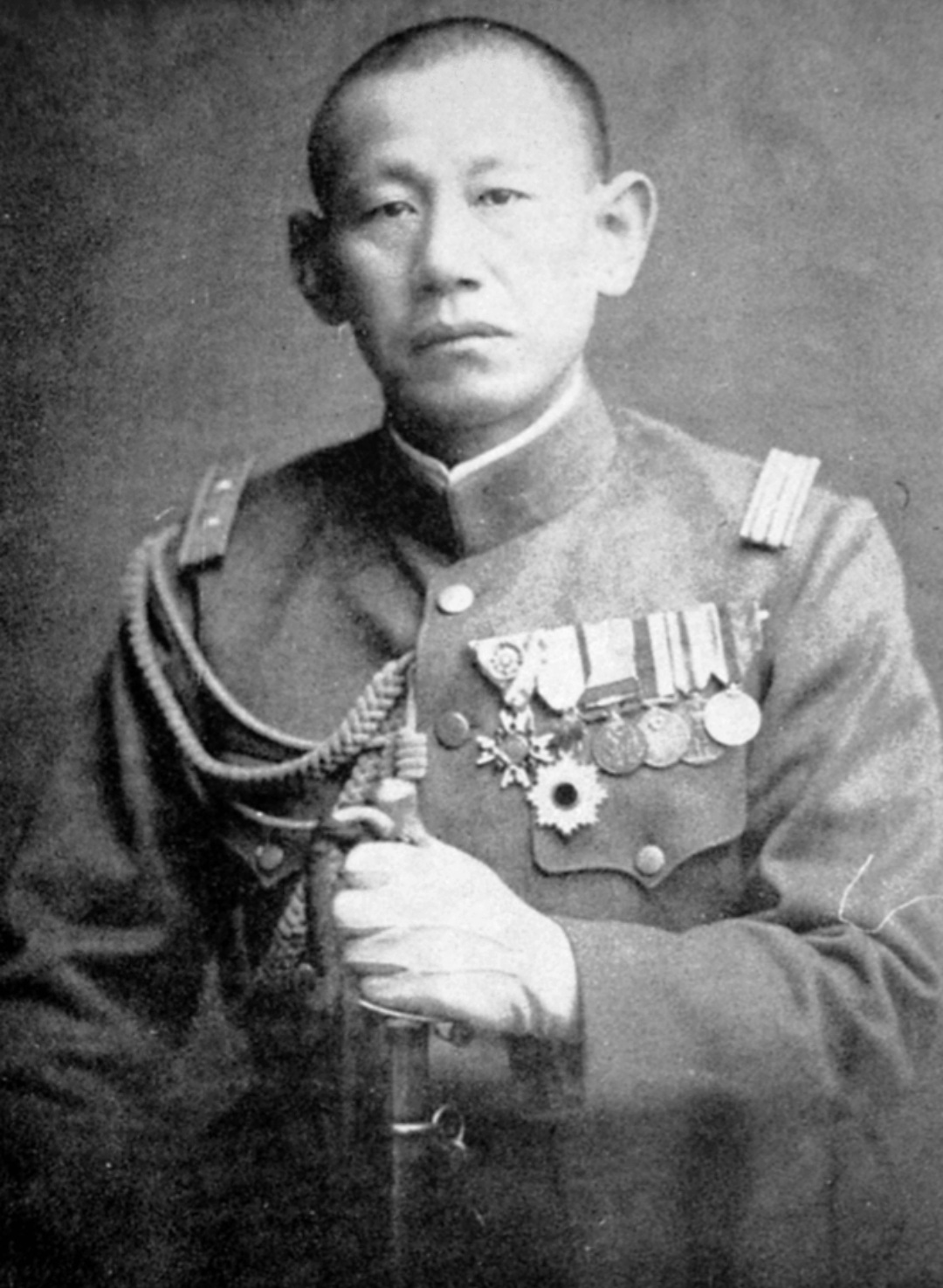
Colonel Kingoro Hashimoto at time of 1931.

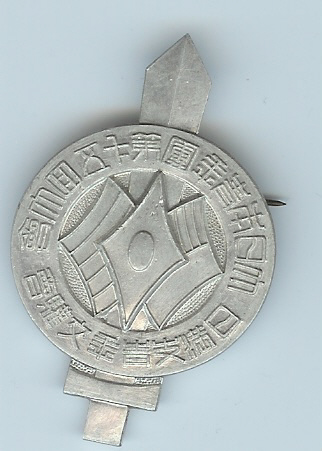
Pin from 15th meeting of Great Japan Youth Party

大日本青年黨，後期又名大日本赤誠黨，是一個模仿納粹德國希特勒青年團的民族主義政黨，由1937年生存至1945年解散。

## 歷史
大日本青年黨是在1937年10月17日由極端民族主義活動家橋本欣五郎上校成立的青年組織，橋本因二二六事件被強制退休。
橋本模仿納粹德國的希特勒青年團，甚至使用淺棕色的成員制服與用紅底白圓中心作為旗幟。第一次在明治神宮前的集會有600位成員參加。
黨的既定目標是要教導日本青少年基本的生存技能，急救，生活技能，文化課，傳統和基本武器訓練。但是橋本的主要目的是為了創造一個支持天皇的理想主義年輕幹部和提倡民族主義及軍國主義的教義。
然而，由於第二次中日戰爭和隨後與太平洋戰爭增加徵兵，他的大部分目標年齡組在軍人。但大日本青年黨遠沒有達到其目標，特別是1940年大政翼贊會成立後支持度更下降。
第二次世界大戰結束後，大日本青年黨比大政翼贊會更沒影嚮力，在1945年被美國佔領當局下令解散。